# Barbato da Sulmona
Barbato da Sulmona (Sulmona, fine XIII - inizio XIV secolo – Sulmona, settembre 1363) è stato un funzionario e letterato italiano, amico di Francesco Petrarca e di Giovanni Boccaccio e gravitante intorno alla corte angioina napoletana.

## Biografia
Nato a Sulmona tra la fine del XIII e l'inizio del XIV secolo, era figlio del notaio Jacopo di Berardo. Avviatosi alla professione paterna, entrò ben presto alla corte angioina quale notaio di Carlo di Calabria, figlio di re Roberto d'Angiò. Favorito dal re in vari modi, si sposò con tale Margherita o Rita di Penne verso il 1340 da cui ebbe alcune figlie. Barbato, in quanto funzionario della corte napoletana, entrò in contatto con Francesco Petrarca prima e con Giovanni Boccaccio poi, dei quali condivise l'ideale umanistico. 
Barbato da Sulmona, infatti, patrocinò in tutti i modi le opere del poeta aretino presso l'ambiente napoletano ed instaurò con quest'ultimo un rapporto di profonda amicizia che gli valse la dedica, da parte di Petrarca, delle Epistolae metricae. Barbato inoltre spinse l'amico Petrarca a completare l'Africa e scambiò con quest'ultimo alcune egloghe confluite poi nel Bucolicum carmen. 
Barbato da Sulmona entrò anche in contatto col tribuno Cola di Rienzo, col quale condivideva l'amore per il ritorno della città di Roma, all'epoca priva della presenza del papa, alle antiche glorie della Repubblica e dell'Impero, scrivendogli l'epistola Romana res publica urbi Rome. 
Barbato morì poco dopo la stesura del suo testamento datato 18 settembre 1363 e Petrarca, per ricordare l'amico di una vita, lo commemorò nella seconda epistola delle Seniles.